# Marathon van Madrid 2005
De marathon van Madrid 2005 (ook wel Madrid Popular) werd gelopen op zondag 24 april 2005. Het was de 28e editie van deze marathon.
De overwinning bij de mannen ging naar de Keniaan Daniel Rono in 2:12.29. Hij bleef zijn landgenoot John Kirui precies een minuut voor. Bij de vrouwen streek Larisa Malikova uit Rusland met de hoogste eer. Ze won de wedstrijd in 2:33.27 en liep hiermee het parcoursrecord uit de boeken.
In totaal finishten in totaal 8072 marathonlopers.

## Uitslagen

### Mannen
| rang   | naam               | land | tijd    |
| ------ | ------------------ | ---- | ------- |
| Goud   | Daniel Rono        | KEN  | 2:12.29 |
| Zilver | John Kirui         | KEN  | 2:13.29 |
| Brons  | Willy Cheruiyot    | KEN  | 2:13.34 |
| 4      | Lawrence Saina     | KEN  | 2:14.58 |
| 5      | Moses Kemei        | KEN  | 2:15.41 |
| 6      | Stephen Biwott     | KEN  | 2:16.22 |
| 7      | Henry Tarus        | KEN  | 2:18.06 |
| 8      | David Kirui        | KEN  | 2:18.07 |
| 9      | My Tahar Echchadli | MAR  | 2:18.41 |
| 10     | Yared Asmerom      | ERI  | 2:21.30 |
| 12     | Sebastian Panga    | TAN  | 2:23.45 |
| 13     | Thomas Magut       | KEN  | 2:24.11 |
| 15     | Geoffrey Kiplagat  | KEN  | 2:29.57 |

### Vrouwen
| rang | naam            | land | tijd    |
| ---- | --------------- | ---- | ------- |
| Goud | Larisa Malikova | RUS  | 2:33.27 |

1978 ·
1979 ·
1980 ·
1981 ·
1982 ·
1983 ·
1984 ·
1985 ·
1986 ·
1987 ·
1988 ·
1989 ·
1990 ·
1991 ·
1992 ·
1993 ·
1994 ·
1995 ·
1996 ·
1997 ·
1998 ·
1999 ·
2000 ·
2001 ·
2002 ·
2003 ·
2004 ·
2005 ·
2006 ·
2007 ·
2008 ·
2009 ·
2010 ·
2011 ·
2012 ·
2013 ·
2014 ·
2015 ·
2016 ·
2017